# Mercês (Rio de Mouro)
Mercês (contração de Aldeia das Mercês) é uma localidade pertencente à freguesia de Algueirão - Mem Martins, município de Sintra, distrito de Lisboa, em Portugal. Aí se realiza a Feira das Mercês. É servida por uma estação ferroviária da Linha de Sintra.